# Guerra de la independencia de Angola
La guerra de la independencia de Angola (1961 - 1975) fue el conflicto más largo de África entre los independentistas angoleños y el Imperio Colonial Portugués, bajo el régimen represivo del Estado Novo. Tras la caída del régimen el 25 de abril de 1974, se produjo un alto al fuego y las hostilidades finalizaron. Portugal reconoció la independencia de Angola el 11 de noviembre de 1975, por medio del Tratado de Alvor. A pesar de la victoria política de las guerrillas y la descolonización exitosa, los portugueses se retiraron dejando el país en tres puntos de control dominados por distintas guerrillas, por lo que inmediatamente estalló la guerra civil angoleña.

## La codiciada Angola
El país africano comenzó a ser una posesión valiosa para los europeos cuando los portugueses se asentaron en sus costas para utilizarlas como bases en su circunvalación de África hacia la India y sus especias, especialmente cuando los holandeses comenzaron a poblar su colonia comercial de El Cabo.
Aquellos asentamientos de navegantes portugueses fueron esgrimidos por Lisboa durante la Conferencia de Berlín para obtener las colonias de Angola y Mozambique más otras posesiones menores´ Inicialmente la pretensión lusitana consistía en unir las dos colonias por tierra; intención nada novedosa porque lo mismo trataban de realizar Gran Bretaña con su ferrocarril de El Cairo - El Cabo, o Francia con su línea Dakar - Djibuti. Pero todas estas iniciativas lograron ser impedidas por el canciller alemán Otto von Bismarck que perseguía, como segunda meta de la Conferencia, dividir lo más posible las colonias para hacerlas más difíciles de defender. De este modo obligaría a las potencias a movilizar más soldados desde Europa, especialmente a países que después serían enemigos suyos en la llamada Gran Guerra.
Antes incluso de comenzar la Primera Guerra Mundial, alemanes y británicos tenían un plan secreto para repartirse Angola y otras posesiones portuguesas y belgas sin recurrir a la fuerza. De este modo ambas naciones saldrían beneficiadas y no sería necesario llevar la guerra al continente europeo y que los africanos pudieran darse cuenta de que los europeos se mataban con la misma saña que cualquier otra cultura.
Pero Portugal entró en el conflicto del lado de la Triple Entente y conservó sus posiciones en África. Al contrario que Alemania, despojada de todas tras el Tratado de Versalles. Entre ellas el África del Sudoeste Alemana ocupada por la Unión Sudafricana de forma temporal, pero que siempre intentaron que fuese permanente y a la larga una de las causas de la Guerra.

### Los movimientos independentistas
Terminada la contienda europea los conatos independentistas comenzaron a provocar rebeliones, destacando las de 1922 y 1935. Pero fue tras la Segunda Guerra Mundial cuando esos brotes anticolonialistas se organizaron para formar movimientos. Portugal durante mucho tiempo fue una metrópolis pobre necesitada de sus colonias por lo que trató de mantenerlas dividiendo a la población y tratando de ganarse a sus élites. Fueron esas élites las que crearon esos movimientos; pero también, y esta es una de las características de porqué duró tanto el conflicto, crearon organizaciones que muchas veces estuvieron del lado de los portugueses y lucharon contra los demás angoleños.
En el ámbito cultural e ideológico cabe destacar el movimiento Vamos descobrir Angola!, fundado en 1948 por un grupo de jóvenes intelectuales angoleños entre los que se encontraban Viriato da Cruz, Agostinho Neto, Mário Pinto de Andrade, António Jacinto o Mário António. Llegaron a editar dos números de la revista literaria Mensagem, dirigida por Viriato da Cruz, hasta que fue clausurada por la policía.
En 1956 se fundó el Movimiento Popular de Liberación de Angola o MPLA en torno a Agostinho Neto, de tendencias izquierdistas, que posteriormente se vería ayudado por Cuba y la URSS.
En 1957 Holden Roberto dirige la Uniäo das Populaçoes de Angola o UPA que más adelante se convertiría en el Frente Nacional para la Liberación de Angola o FNLA, también nacionalista pero de derechas, y en algunas ocasiones colaborador de los portugueses. En sus filas estaba un hombre de talento y al mismo tiempo de los peores de Angola, según su compatriota Angualusa, Jonás Savimbi.
Además existían otras organizaciones de menor tamaño, como el Frente para la Liberación del Enclave de Cabinda o FLEC. El FLEC estaba integrado por congoleños del noroeste del país entre el Congo-Kinsasa y el Congo-Brazzaville, un enclave rico en petróleo.
Aunque estos grupos se calificaban como panangoleños lo cierto es que basaban su apoyo en tribus y zonas determinadas o a lo sumo en regiones. El MPLA estaba integrado también por una importante minoría de mestizos con apellido y educación portuguesa, y tenía unas aspiraciones más amplias.

### Huelga que precedió y condujo a la guerra
Entre el 4 de enero y el 14 de febrero de 1961 tuvo lugar la huelga en la Baixa do Cassange, huelga laboral considerada el primer movimiento político que desencadenaría la Guerra de Independencia de Angola.

### La guerra

Mapa étnico de Angola (1970).

En febrero de 1961 el MPLA atacó la prisión de Luanda y liberó cientos de presos. Ese día se considera el comienzo de la guerra que independizaría el país.
En marzo la UPA se levantó en el norte del país matando a 6.000 angoleños pro lusitanos y a 2.000 portugueses.
Lisboa reaccionó enviando un contingente de 60.000 soldados para sofocar la rebelión de su productiva colonia. Lo que lograron tras matar a 50.000 personas. En esta reacción y en estas revueltas estaba el germen de las luchas por la independencia que comenzarían pronto en la Guinea Portuguesa y Mozambique; pero también está el origen de la guerra civil.
Con la Guerra Fría en un momento de pugna cada uno los movimientos independentistas buscó sus aliados:
- El MPLA encontró apoyo en el bloque del este y en el Movimiento de Países No Alineados. Posteriormente también de la Organización para la Unidad Africana.

- El FNLA (antigua UPA) obtuvo recursos de Estados Unidos, Europa Occidental, Zaire, España y Sudáfrica.

Desde sus bases en el Congo-Brazzaville la primera y en el Congo-Kinshasa la segunda lanzaron ofensivas y obligaron a la metrópoli a enviar miles de soldados y a realizar una gasto sangrante para la dictadura lusitana.
En 1966 hizo su aparición el tercer protagonista del futuro conflicto: la Unión Nacional para la Independencia Total de Angola o UNITA creada por Savimbi tras abandonar el FNLA. Uno de los más duraderos y sanguinarios opositores a cualquier poder angoleño que no fuese el suyo.
Para 1970, vastas zonas de Angola se hallaban fuera del dominio lusitano. El FNLA, apoyado por los bacongos, dominaba la mitad norte de Cabinda, el MPLA, integrado por bambundos, operaba en la zona norte y oriental alrededor de Luanda y la UNITA, basada en los ovimbundos, operaba en el este (provincias de Moxico y Cuando Cubango).

## El comienzo del conflicto interno
Después de la Revolución de los Claveles la dictadura portuguesa fue derrocada el 25 de abril de 1974. En aquel momento los oficiales del ejército colonial, cansados de aquella guerra, no desearon seguir con la lucha y Angola y Mozambique pronto seguirían la senda de sus posesiones en la India.
Las negociaciones abiertas del gobierno portugués con los tres movimientos principales de la guerrilla (MPLA, FNLA y la UNITA), establecieron un período del transición y el comienzo de un proceso para la implantación de un sistema democrático en Angola, Acuerdos de Alvor, en enero de 1975.
La independencia no supuso para los angoleños un periodo de paz; sino la guerra más larga de su continente. Mucho antes del día de la independencia del 11 de noviembre de 1975, el FNLA desató la guerra civil atacando al MPLA. Los tres grupos nacionalistas que habían luchado contra el colonialismo portugués lucharon entre sí por el control del país, y particularmente de la capital, Luanda.
Consecuencias de la Guerra Fría en Angola
Desarrolló el conflicto entre los movimientos en Angola sin permitir un acercamiento entre ellos "Con o contra Estados Unidos o con o contra la Unión Soviética".
Aumento del conflicto étnico, minoría con MPLA y FNLA-UNITA pertenecían a una mayoría de africanos y europeos mixtos.
Los líderes angoleños de 1960 a 1991 no han podido mantener un equilibrio entre sus propios intereses nacionales y los intereses de las superpotencias.
La Guerra Fría dio la oportunidad a las potencias regionales de intervenir en Angola. Zaire, gobernada por Mobutu Sese Seko desde 1965, Sudáfrica en 1975 y Cuba entre 1975 y 1991.